# Оркахо-Медіанеро
Оркахо-Медіанеро (ісп. Horcajo Medianero) — муніципалітет в Іспанії, у складі автономної спільноти Кастилія-і-Леон, у провінції Саламанка. Населення — 263 особи (2010).
Муніципалітет розташований на відстані близько 150 км на захід від Мадрида, 42 км на південний схід від Саламанки.
На території муніципалітету розташовані такі населені пункти: (дані про населення за 2010 рік)
- Оркахо-Медіанеро: 198 осіб
- Падьєрнос: 0 осіб
- Санчопедро-де-Абахо: 9 осіб
- Санчопедро-де-Арріба: 0 осіб
- Вальдехімена: 2 особи
- Вальверде-де-Гонсаліаньєс: 54 особи

## Демографія
Динаміка населення (INE ):

## Зовнішні посилання
- Оркахо-Медіанеро
- Провінційна рада Саламанки: індекс муніципалітетів
- Посилання на Google Maps
- Оркахо-Медіанеро[недоступне посилання з липня 2019]